# Гуслянка

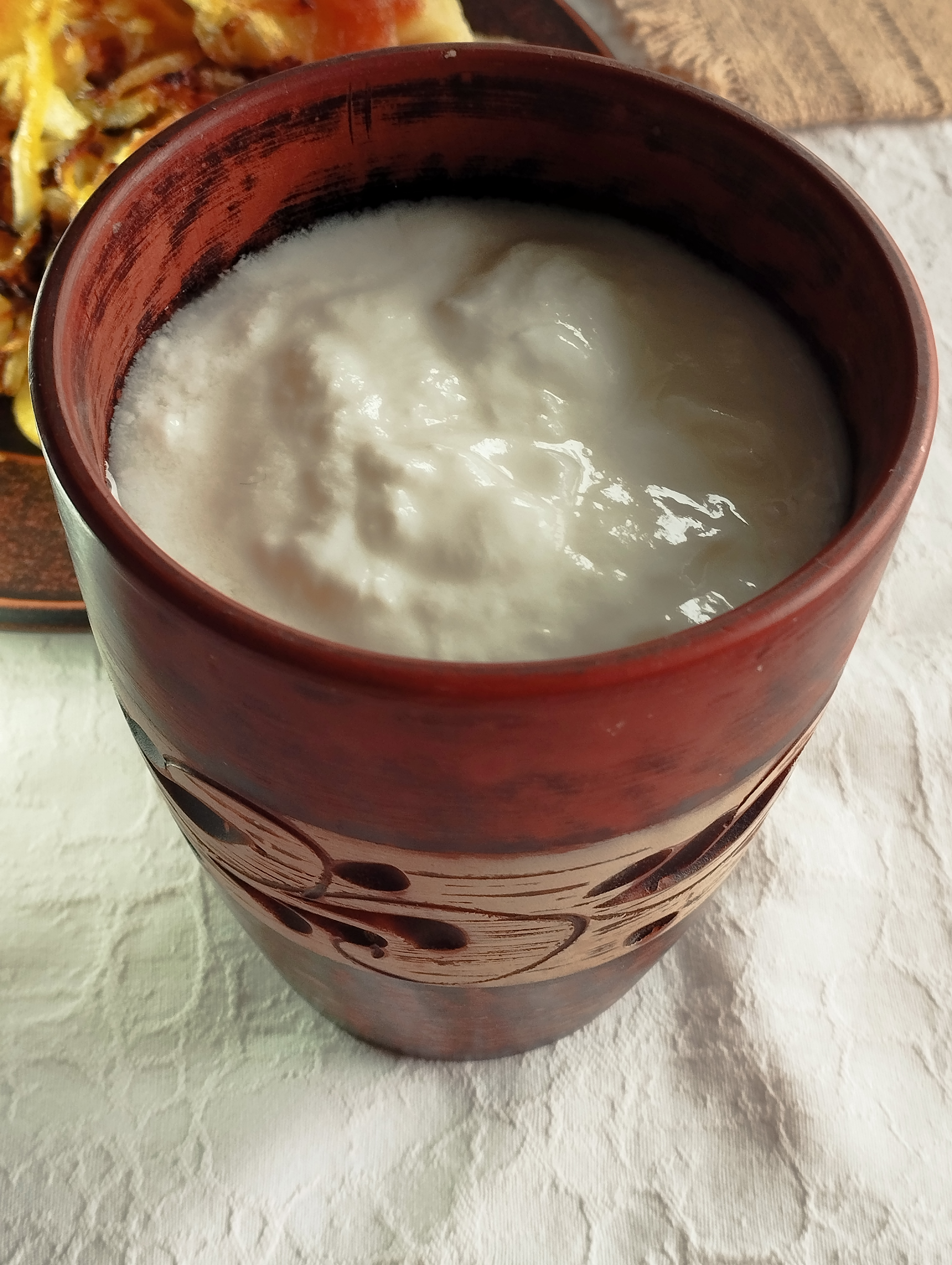
Гуслянка

Гу́слянка, також гусля́нка —  український традиційний карпатський кисломолочний продукт, вироблюваний шляхом заквашування кип'яченого молока. Саме слово гуслянка пов'язане з «густий» і буквально означає «згусла», «загусла». Інша назва гуслянки — «зимнє молоко», бо вона зберігається місяцями і могла заміняти молоко в зимовий період (за рахунок збільшення кількості молочнокислих бактерій її смак тоді ставав гострішим).
Гуслянка відома принаймні з XIX ст. Існує легенда, що її рецепт подарували людям мольфари — як напій здоров'я, молодості і довголіття. Традиційно гуцули не вживали «кисляк» (кисле молоко), а надавали перевагу гуслянці, яку вважали напоєм здоров’я та довголіття. 
Для приготування гуслянки молоко доводять до кипіння, потім охолоджують до 30-40 °C. Стінки посудини (банки, горщика) вимащують сметаною, наливають тепле молоко, не перемішуючи. Посудину укутують рушником і ставлять на 12 годин у тепле місце, а потім — у холодильник. За технологією приготування гуслянка близька до таких продуктів, як мацоні, катик, «грецький йогурт». Гуслянку з пряженого молока називають «татарським катиком».
За консистенцією гуслянка посідає проміжне місце між сиром, маслом і сметаною, завдяки чому вона може замінити будь-який з цих продуктів. На її основі гуцули готували сир з оригінальним вершково-молочним смаком. Вона замінює і сметану — у борщах, кондитерських кремах, салатах, м'ясних стравах.
У гуслянки дуже тонкий смак і післясмак, напій чудово втамовує спрагу і має освіжаючі властивості. Він містить невелику кількість алкоголю і викликає легке пощипування у горлі при вживанні.

## Згадки в літературі
|  | Вода попадалася рідше. Зате як припадав він до неї, коли знаходив потік, той холодний кришталь, що омивав десь жовті корні смерек і аж сюди приносив гомін лісів! Коло такого поточка якась добра душа лишала горнятко або коновочку гуслянки.— М. М. Коцюбинський «Тіні забутих предків» |